# جزيرة هيزنشمزي

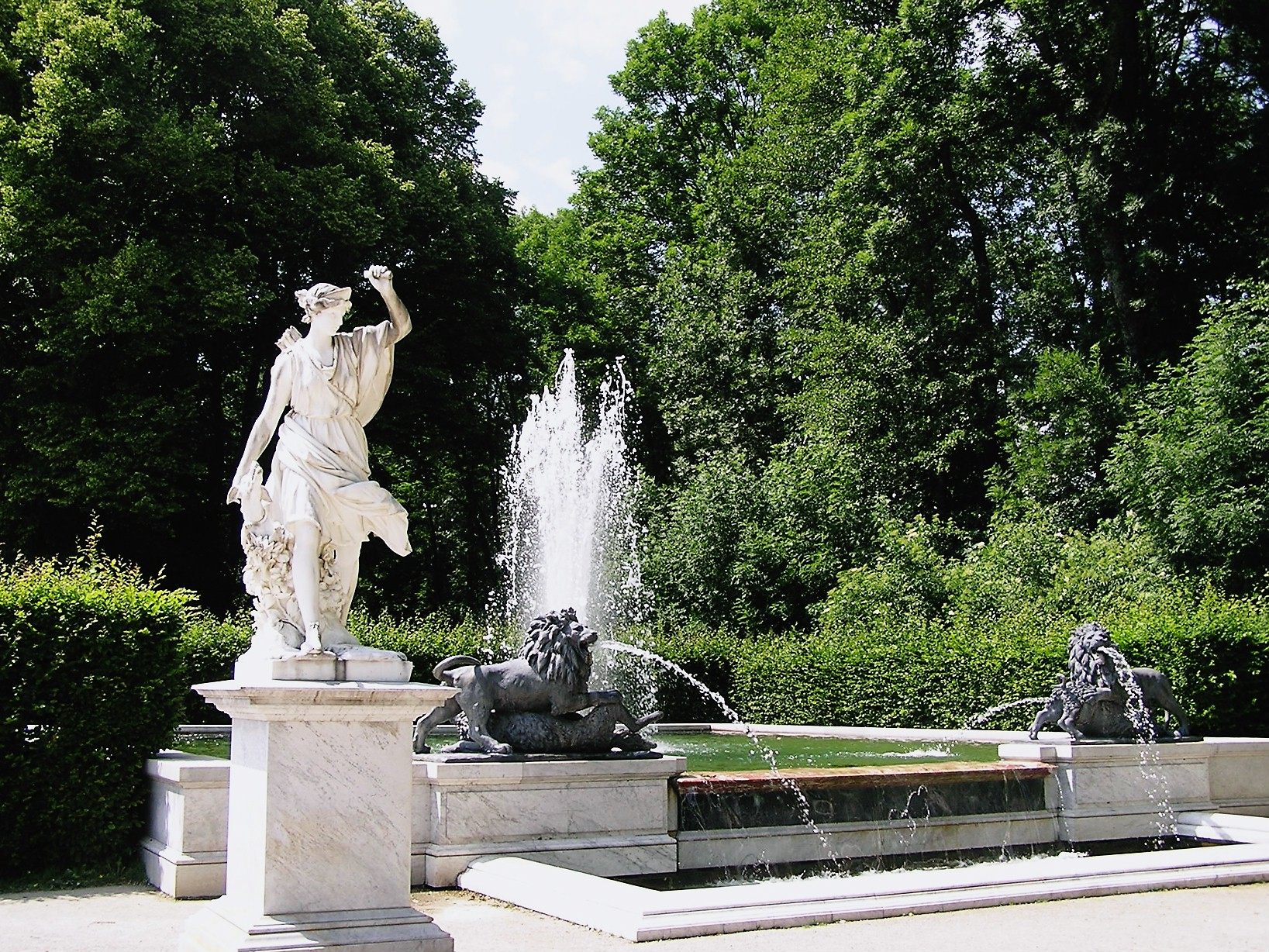
جزيرة هيزنشمزي

جزيرة هيرن شمزي، (الإنجليزية:Herrenchiemsee). جزيرة هيرن شمزي هي مجمع من المباني الملكية في هيرن شمزي، وهي أكبر جزيرة في بحيرة شمزي، في جنوب بافاريا ، ألمانيا. جنبا إلى جنب مع جزيرة فيرزشمزي المجاورة وجزيرة الأعشاب غير المأهولة، فإنه يشكل بلدية شمزي، وتقع على بعد حوالي 60 كيلومترا (37 ميل) جنوب شرق ميونيخ.

## الخلفية التاريخية
تم شراء الجزيرة، التي كانت في السابق موقع دير أوغسطيني، من قبل لودفيغ الثاني ملك بافاريا في عام 1873. تم تحويل الملك إلى إقامة، والمعروفة باسم القصر القديم. من عام 1878 فصاعدا، قام ببناء قصر هيرن شمزي الجديد، استنادا إلى نموذج فرساي. وكانت أكبر المشاريع في المبنى، ولكنها كانت أيضًا الأخيرة، ولا تزال غير كاملة. واليوم، تحتفظ الإدارة البافارية للقصور والحدائق والبحيرات التي تملكها الدولة، ويمكن الوصول إليها من قبل الجمهور ومعالم الجذب السياحي الرئيسية.